# Freie Lehrergewerkschaft Deutschlands
Die Freie Lehrergewerkschaft Deutschlands (FLGD) war eine deutsche Gewerkschaft.

## Geschichte
Sie ging im Herbst 1920 aus dem Verband sozialistischer Lehrer (VsL) hervor, der in der Revolution 1918/19 entstanden war und
die „Verwirklichung des Sozialismus auf dem Gebiet des gesamten Erziehungs- und Bildungswesens im engsten Zusammenhang mit dem Kampf des klassenbewussten Proletariats“ anstrebte. Die FLGD repräsentierte mit weniger als 2000 Mitgliedern nicht einmal ein Prozent aller Lehrer. Daneben entstand 1921 aus vier kleineren Volksschullehrerorganisationen die Gewerkschaft Deutscher Volkslehrer und Volkslehrerinnen (GDV). Sie wollte ursprünglich unter strenger Wahrung parteipolitischer und religiöser Neutralität allein die wirtschaftlichen und rechtlichen Belange ihrer Mitglieder vertreten und auf diesem Wege die Zersplitterung der Lehrerverbände überwinden. Aus organisationspolitischen Gründen fusionierte Anfang 1923 die FLGD mit der größeren GDV. Daraufhin brach innerhalb der GDV ein politischer Richtungskampf aus, in dem sich schließlich die freigewerkschaftliche Richtung um den Preis zahlreicher Austritte bzw. Ausschlüsse von „rechten“ und „linken“ Mitgliedern durchsetzte. Von 1929 bis zu ihrer Selbstauflösung im Frühjahr 1933 nannte sich die Organisation Allgemeine Freie Lehrergewerkschaft Deutschlands (AFLD).
Die AFLD war Mitglied im Internationalen Berufssekretariat der Lehrer (IBSL). Nach der Selbstauflösung der AFLD nahm deren Sitz dort der Verband deutscher Lehreremigranten ein, der überwiegend von ehemaligen AFLD-Mitgliedern gegründet worden war, die aus Deutschland emigrieren mussten.